# Samuel Lovett Waldo
Samuel Lovett Waldo (Windham, 6 aprile 1783 – New York, 16 febbraio 1861) è stato un pittore e ritrattista statunitense.

## Vita e studi giovanili
Waldo nacque il 6 aprile 1783 a Windham, nel Connecticut, figlio di Esther (nata Stevens) e Zacheus Waldo. All'età di sedici anni si trasferì ad Hartford per iniziare la sua formazione artistica sotto la guida di Joseph Steward, un importante artista locale.
Quattro anni più tardi, si stabilì ad Hartford come ritrattista, per poi trasferirsi a Litchfield, nel Connecticut. Mentre si trovava ad Hartford, fece la conoscenza del deputato John Rutledge, Jr. che rimase colpito dal suo lavoro e, nel 1803, lo invitò a recarsi a Charleston, nella Carolina del Sud. Dal 1803 al 1805, Waldo ottenne un cospicuo guadagno grazie alle sue commissioni e decise di utilizzare il denaro per studiare arte a Londra al Los Angeles County Museum of Art. Studiò a Londra sotto la guida di Benjamin West.
Arrivò a Londra nel 1806 con lettere di presentazione a Benjamin West e John Singleton Copley. Mentre studiava con loro, studiò anche disegno alla Royal Academy e vi espose un ritratto nel 1808.
Tra le sue attività artistiche, incontrò e sposò Elizabeth Wood di Liverpool a Londra nel 1808, e la coppia tornò a vivere a New York. Insieme ebbero cinque figli che sopravvissero all'infanzia. Elizabeth morì nel 1825. L'anno successivo, il 9 maggio 1826, Waldo sposò Deliverance Mapes di Southhold, Long Island. Mantenendo la loro famiglia a New York, Samuel e Deliverance ebbero altri sette figli.

## La carriera e le attività successive
Nel 1809 era tornato negli Stati Uniti e aveva stabilito uno studio di ritratti a New York.
Tre anni dopo, William Jewett, morto il 24 marzo 1874, un giovane pittore di carrozze di New London, Connecticut che voleva diventare un artista, si avvicinò a Waldo e chiese di essere preso come apprendista. Waldo accettò e gli permise di vivere con la sua famiglia durante il periodo di studio. Nel 1818, i due iniziarono una collaborazione ufficiale che durò fino al 1854, quando Jewett si ritirò. Come coppia, si ritiene generalmente che Waldo dipingesse la testa e le mani dei loro soggetti, mentre Jewett si occupava degli abiti e dei panneggi.
Oltre a dipingere, Waldo fu direttore dell'American Academy of the Fine Arts dal 1817 fino al suo scioglimento nel 1841. Fu anche membro fondatore della National Academy of Design.

## Morte ed eredità
Morì a New York il 16 febbraio 1861 e fu sepolto al Cimitero di Green-Wood.
Le opere di Waldo si trovano in molte collezioni di musei pubblici, tra cui il Montgomery Museum of Fine Arts.

## Ritratti scelti

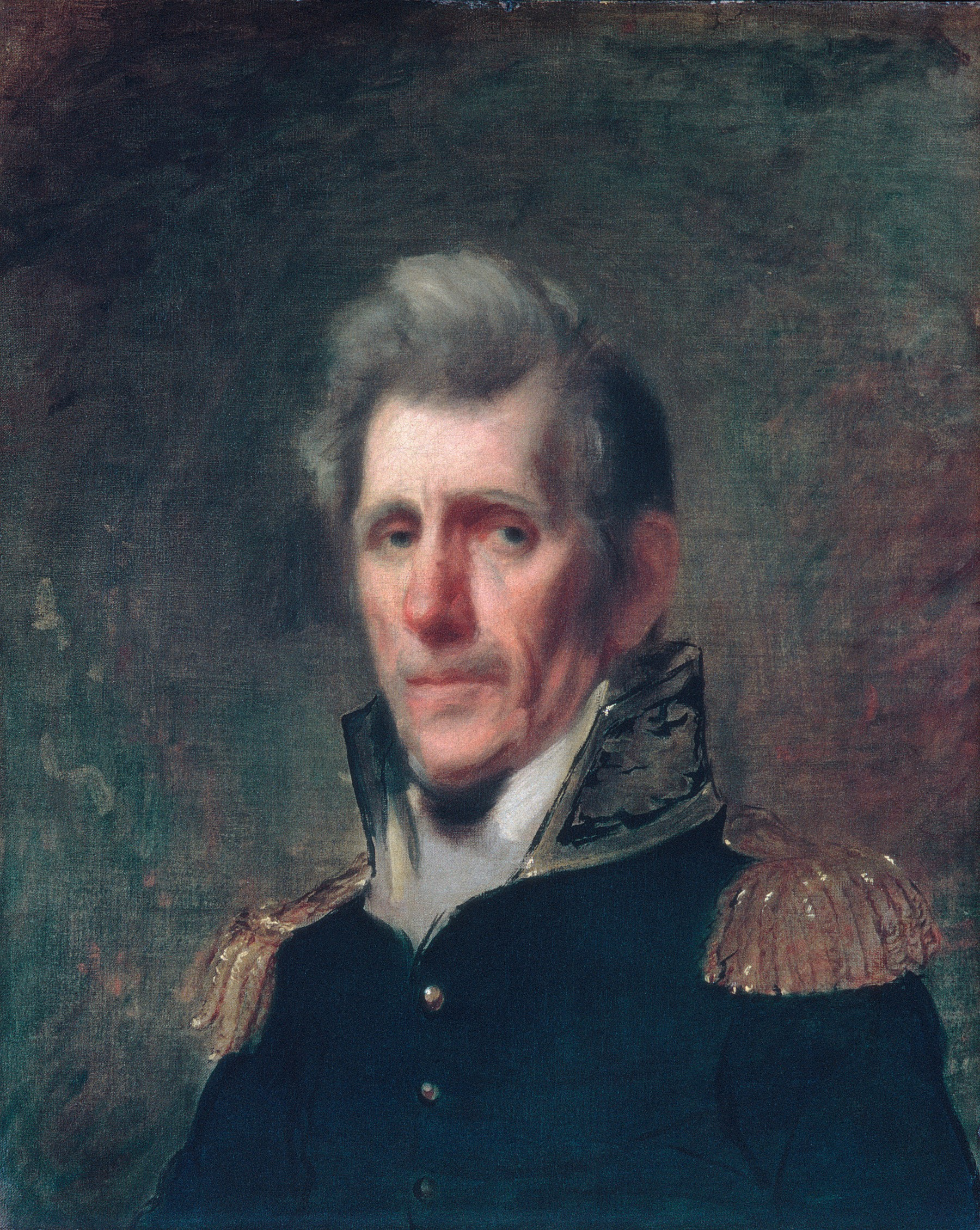
Il generale Andrew Jackson, (1819), Metropolitan Museum of Art
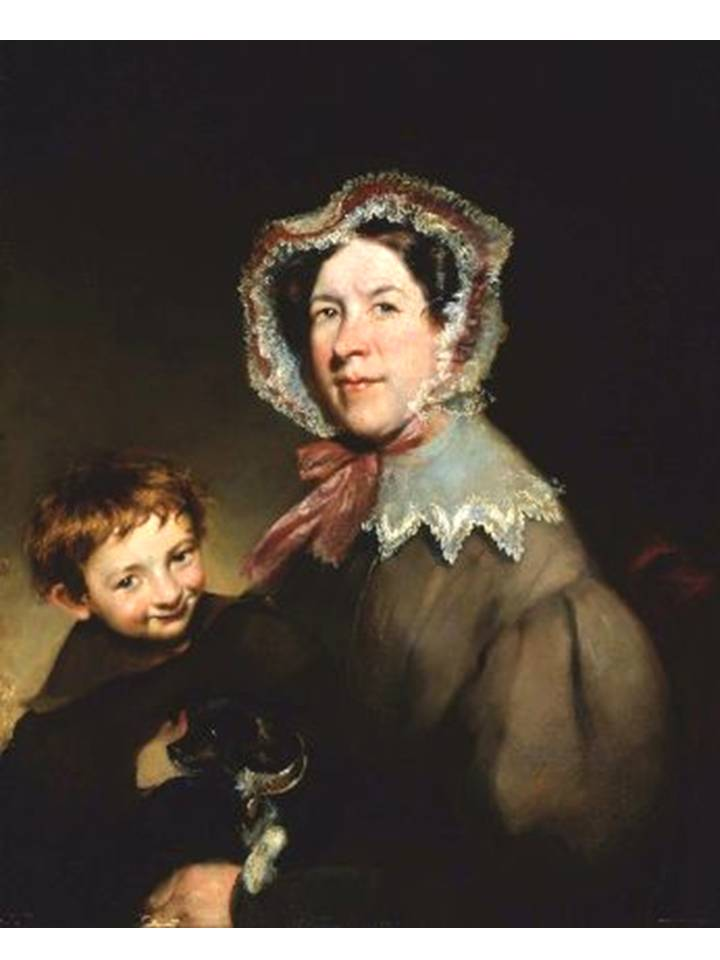
Deliverance Mapes e suo figlio, (1830 circa), Museo di Belle Arti di Boston
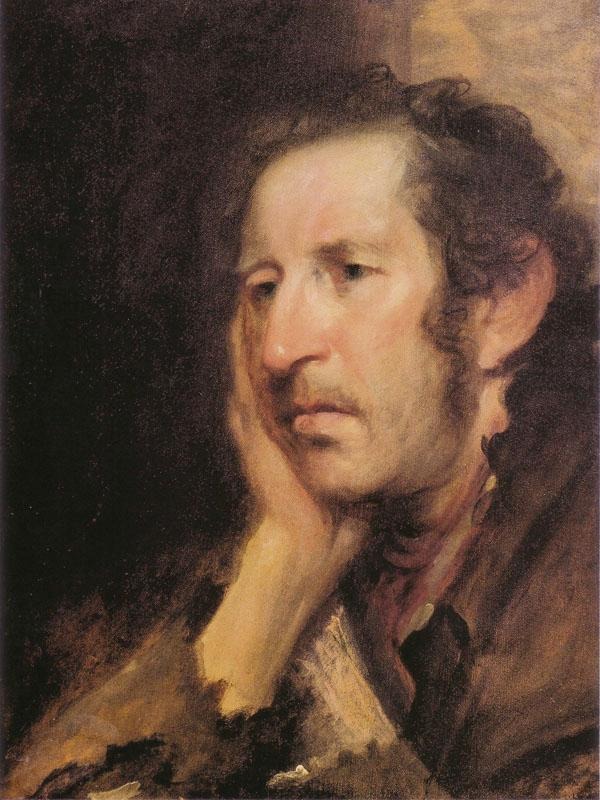
Pat, Il mendicante indipendente, (1819), Museo d'arte americana di New Britain
Il vecchio Pat, Il mendicante indipendente
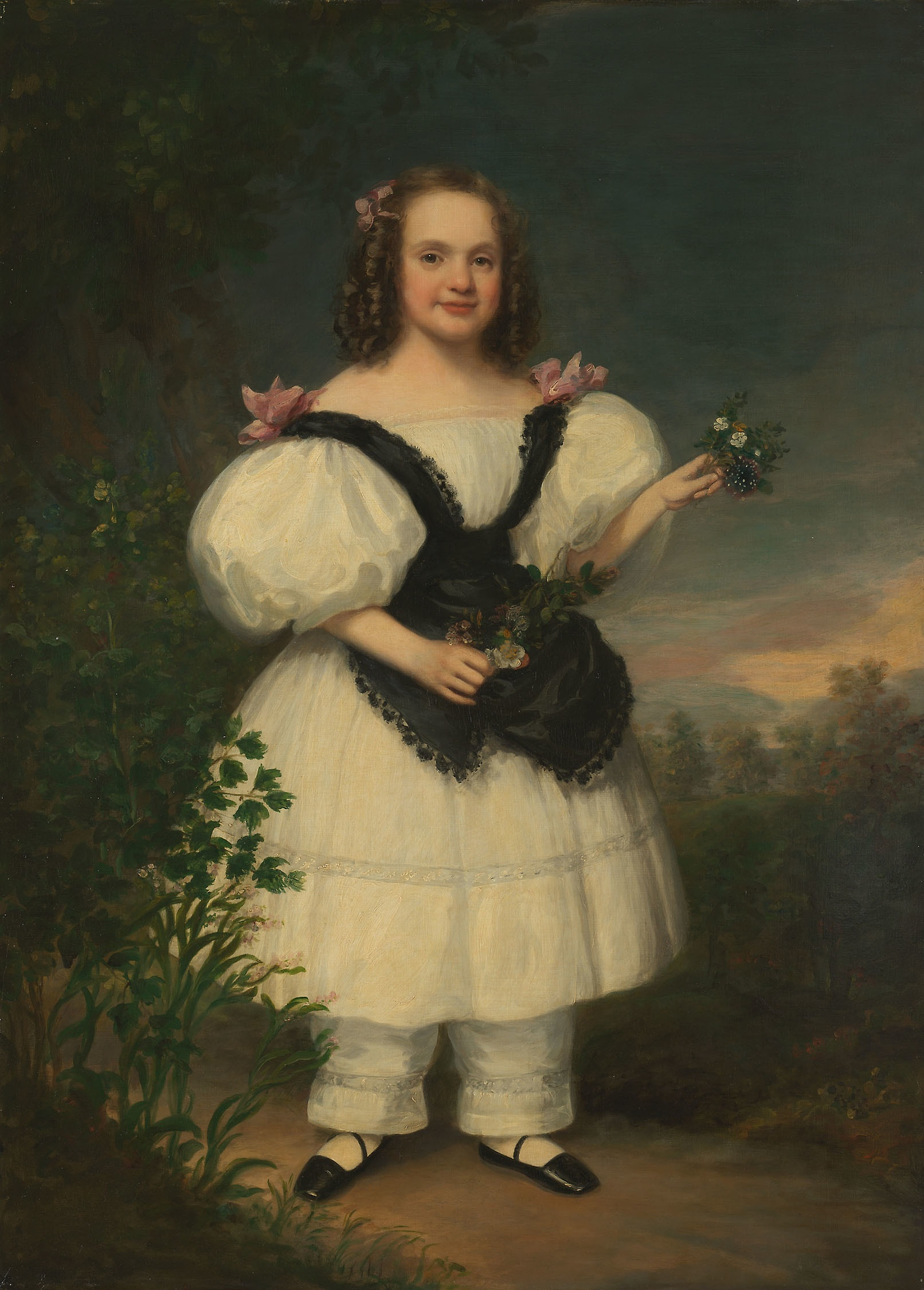
Harriet White, tra il 1835 e il 1840
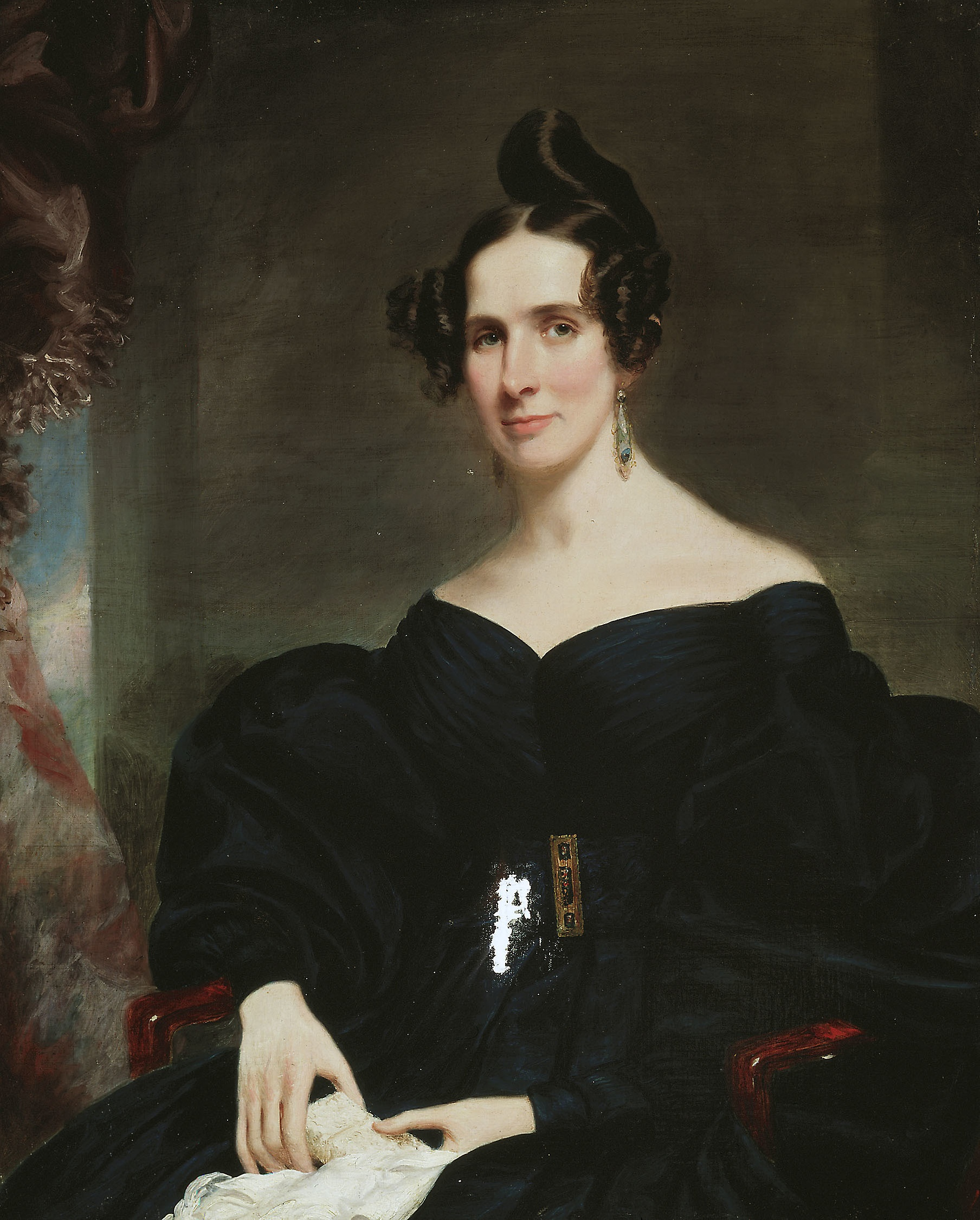
Mrs. James Mackie, tra il 1830 e il 1840
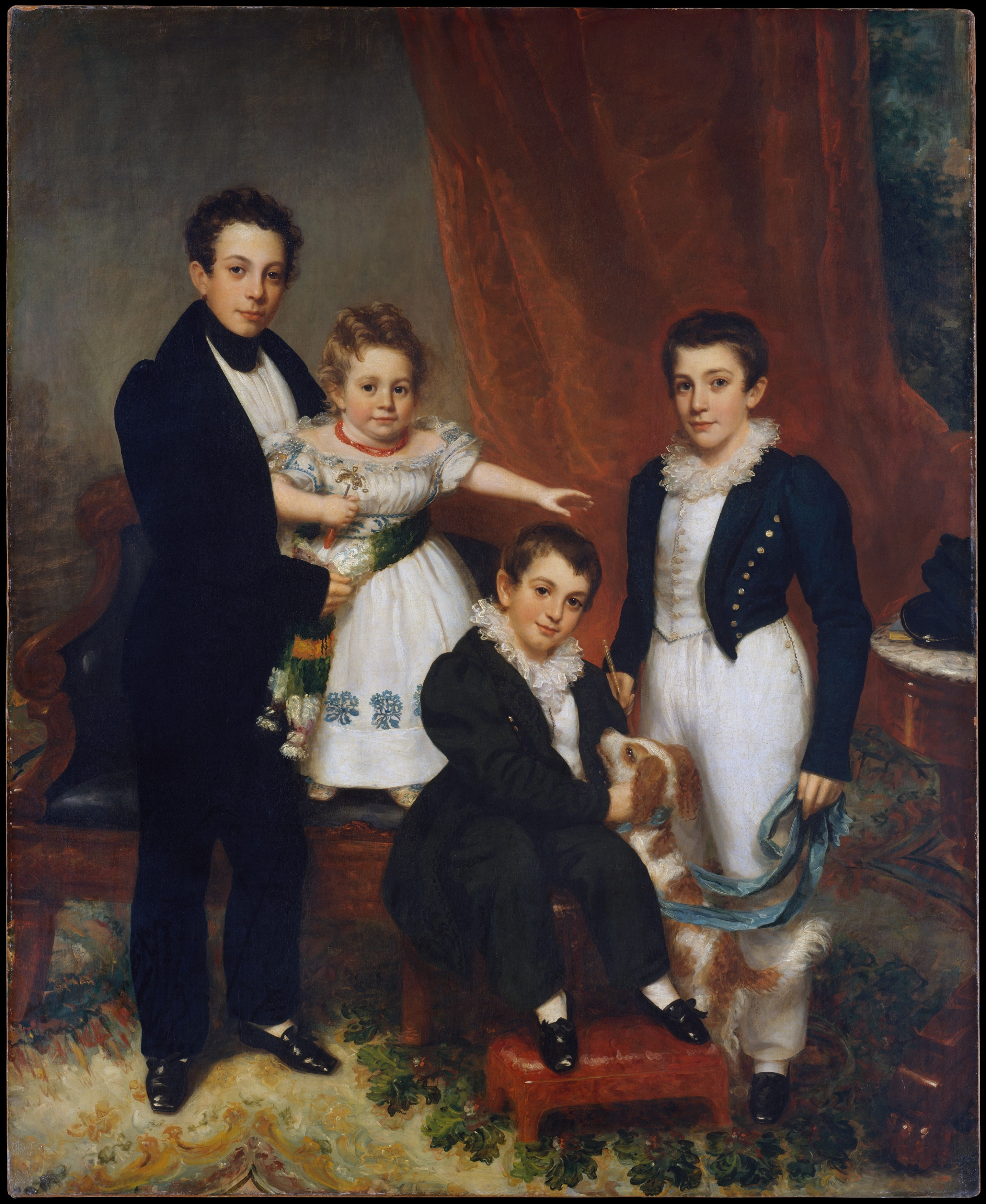
I bambini Knapp, tra il 1830 e il 1834
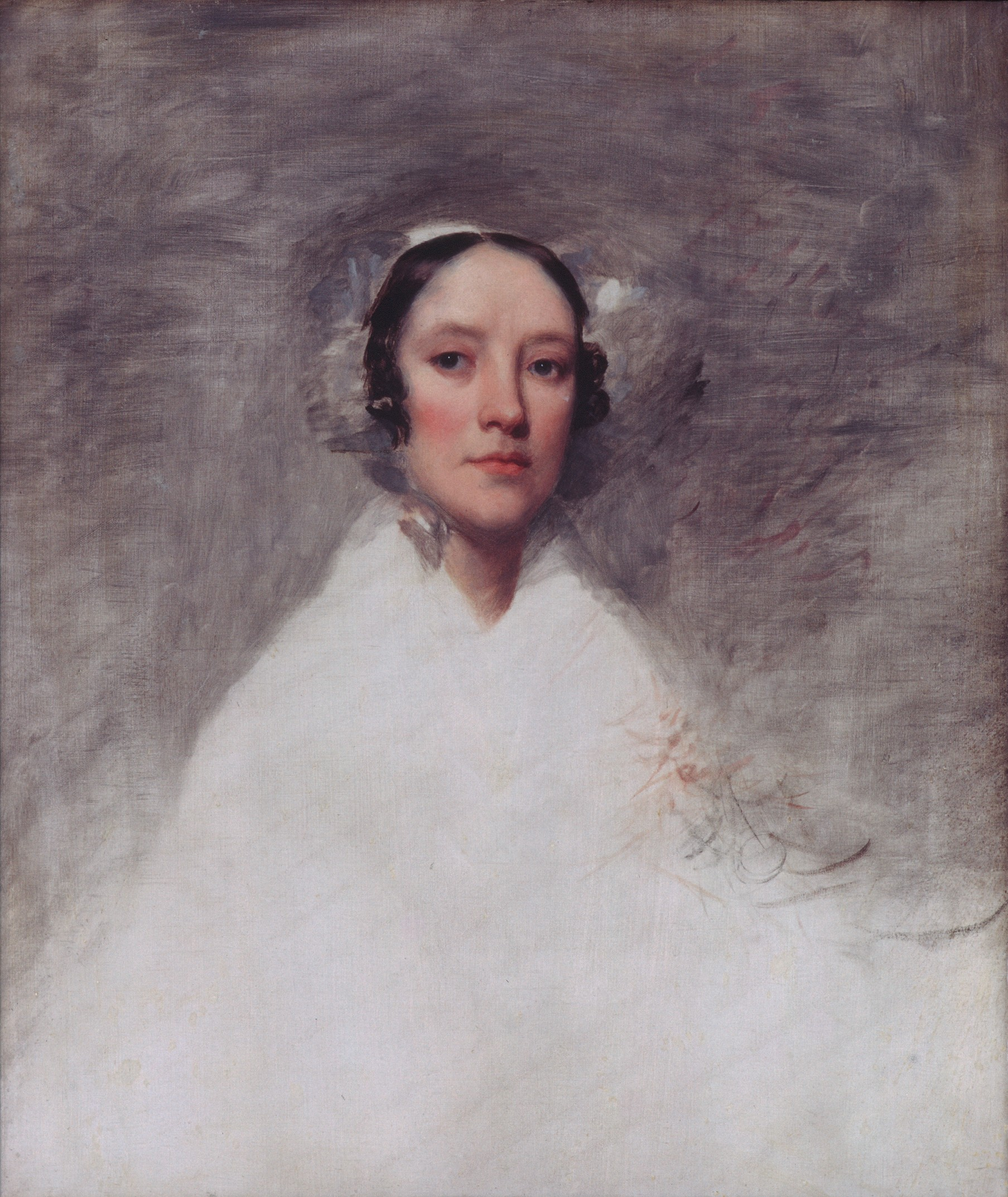
Mrs. Samuel L. Waldo, 1826 circa
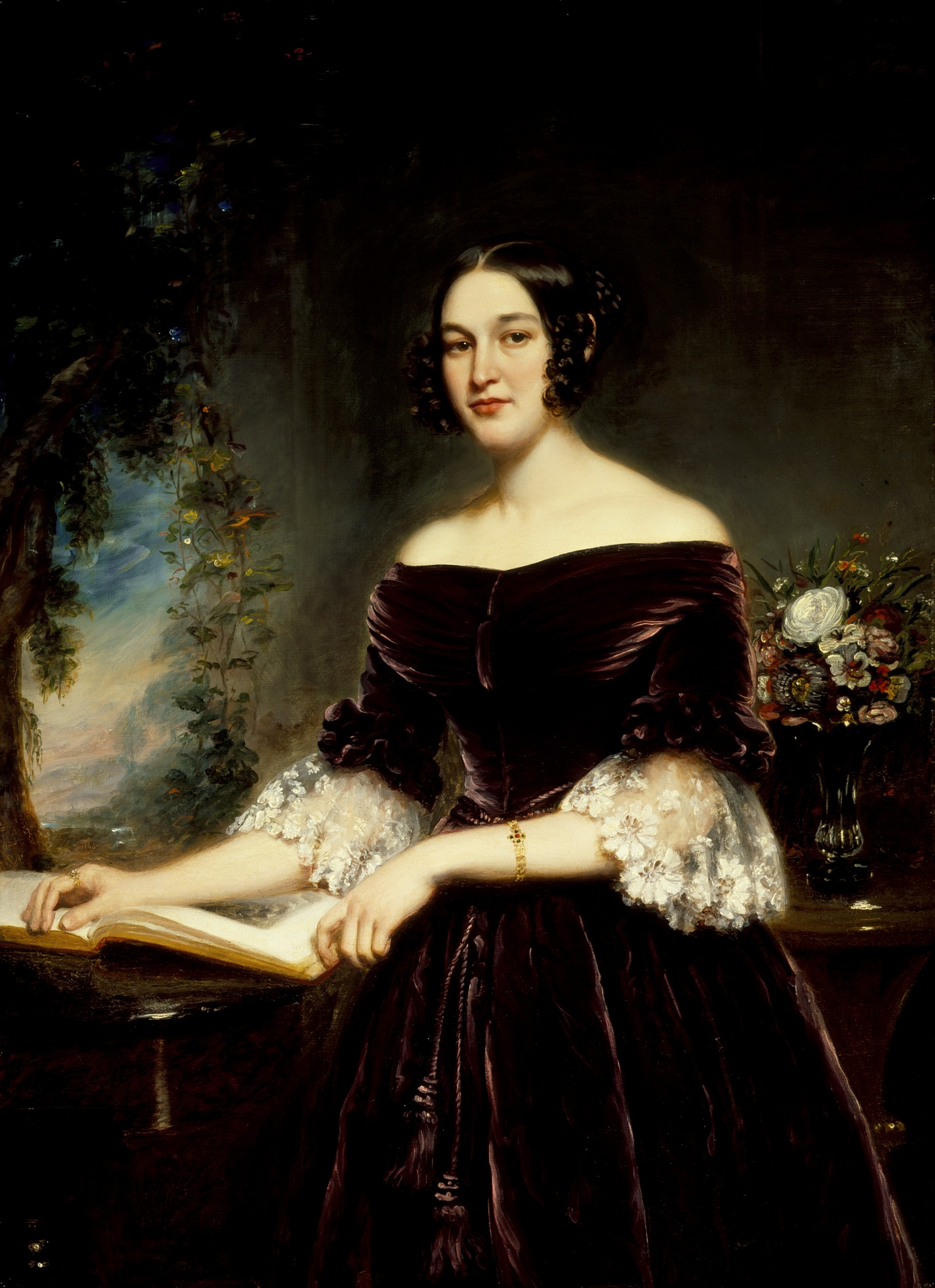
Ritratto della signora Sackett, 1839
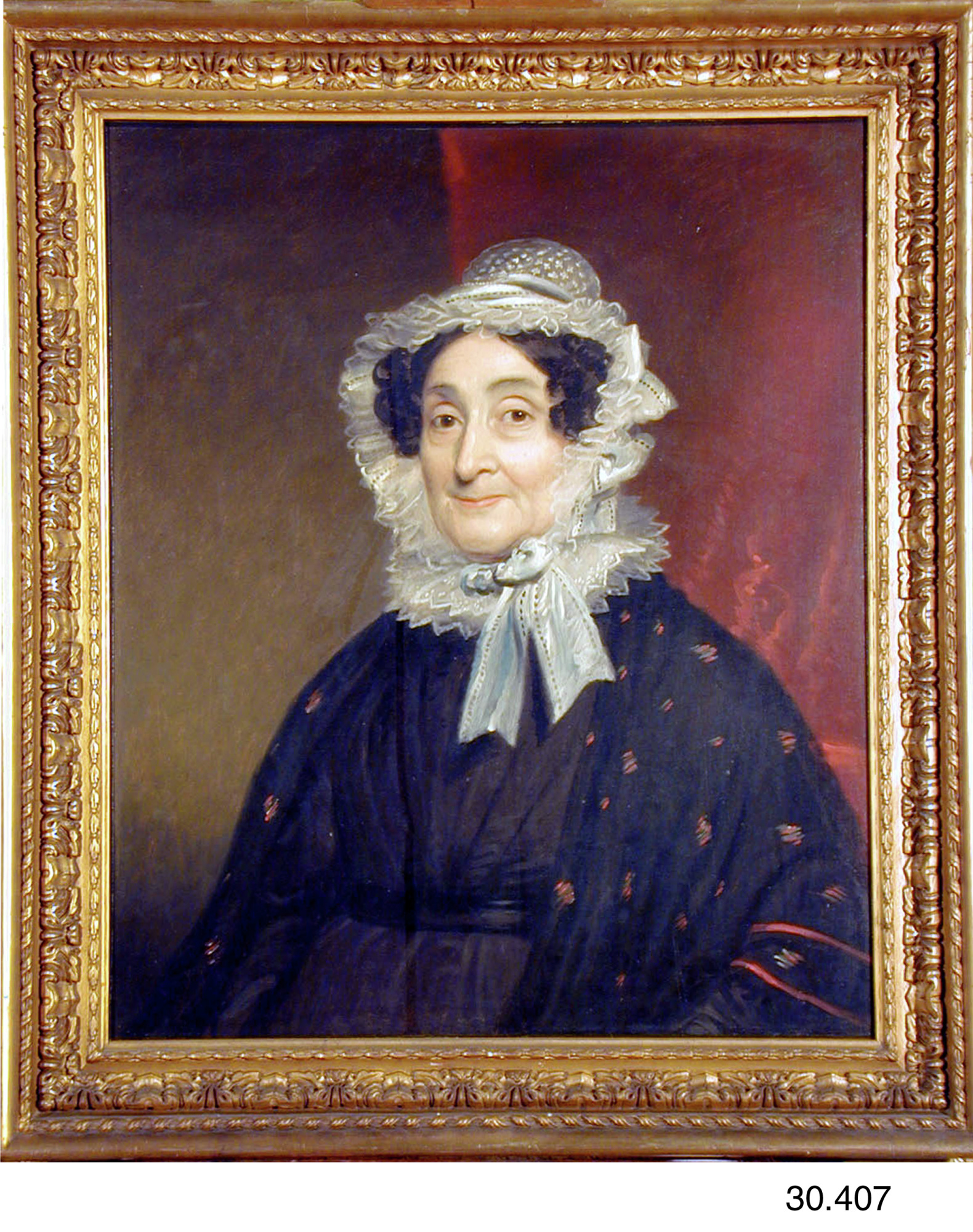
La signora Margaret Snelling, 1840
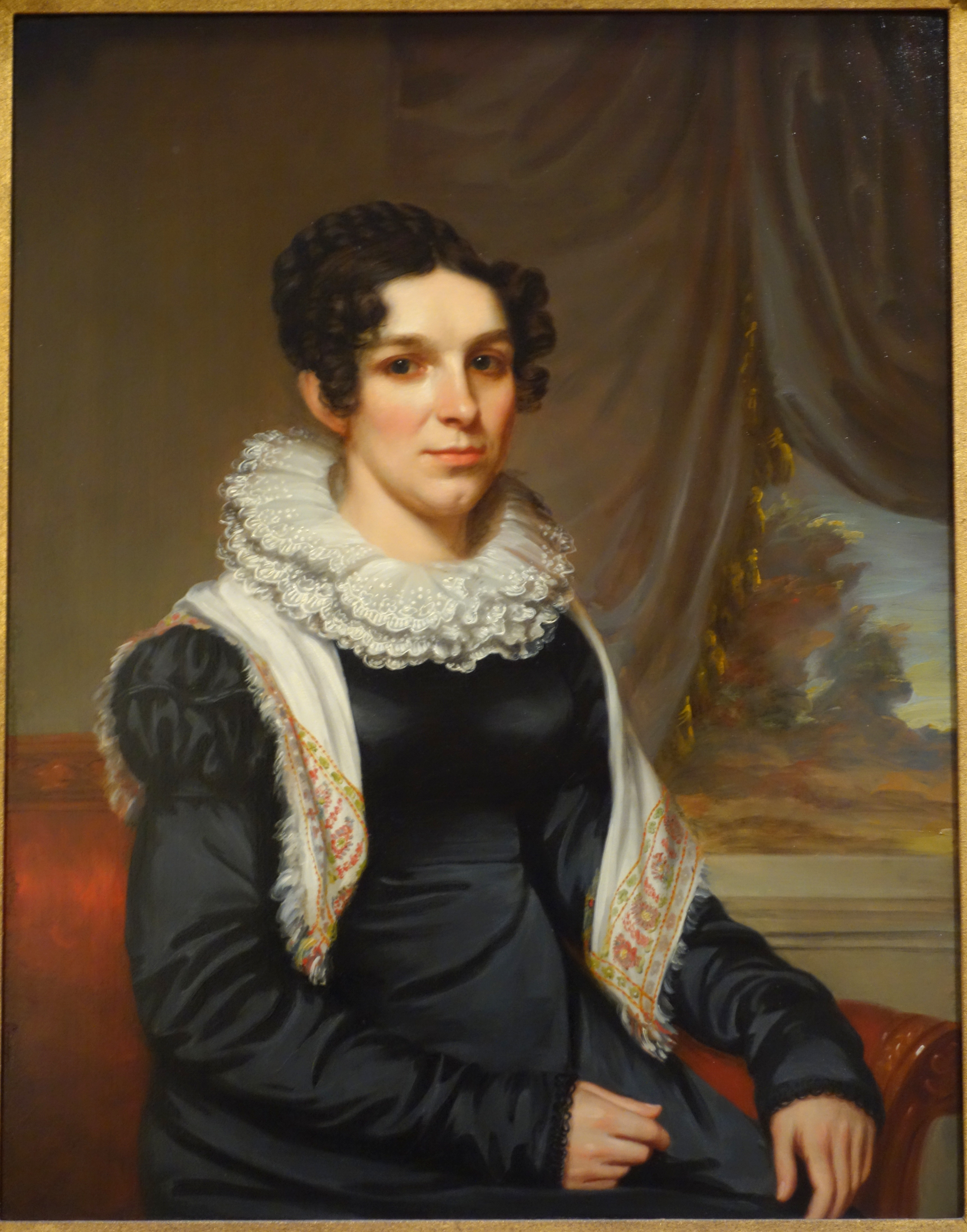
Maria Clarissa Leavitt tra il 1820 e il 1825